# Diocèse de Bréda
Le diocèse de Breda est un diocèse suffragant de l'archidiocèse d'Utrecht situé au sud-ouest des Pays-Bas. C'est en 1803 que fut érigé le vicariat apostolique de Bréda qui devint un diocèse en 1853. On comptait en 2006 près de 482 496 baptisés catholiques pour 1 106 084 habitants. Ce diocèse est particulièrement touché par la déchristianisation et par l'effondrement de la pratique catholique qui ne concerne plus qu'une dizaine de milliers de personnes.

## Territoire
Le diocèse regroupe la Zélande et la partie occidentale de la province du Brabant-Septentrional. Le siège épiscopal du diocèse se trouve à Breda, à la cathédrale Saint-Antoine qui était déjà la cathédrale du diocèse de 1853 à 1876. En 1876, c'est la nouvelle cathédrale Sainte-Barbara qui vient d'être construite qui est choisie comme cathédrale, mais elle est démolie en 1970. Le siège déménage à l'église Saint-Michel en 1968 qui est démolie en 2007 car trop grande à entretenir. L'église Saint-Antoine est choisie de nouveau comme cathédrale en 2001.

## Histoire
Par la bulle Qui Christi Domini du 29 novembre 1801, le pape Pie VII rattache le diocèse d'Anvers à l'archidiocèse de Malines, sauf la partie comprenant le Brabant-Septentrional qui est englobé dans le vicariat apostolique de Bréda. 
Lors du rétablissement de la hiérarchie épiscopale aux Pays-Bas en 1853, une partie de l'archidiocèse de Malines est ajoutée au vicariat qui est érigé en diocèse.

## Ordinaires
Le premier évêque de Bréda est Mgr Johannes van Hooydonk (ancien vicaire apostolique), lorsque la hiérarchie catholique est rétablie en 1853. Il meurt en 1868. L'évêque actuel est Mgr Liesen depuis le 26 novembre 2011. Il est installé dans sa cathédrale le 28 janvier 2012. Il succède à Mgr van den Hende (2007-2011) nommé évêque de Rotterdam.
- Adrianus van Dongen † (9 avril 1803 - 27 novembre 1826 décédé)
- Johannes van Hooydonk † (7 janvier 1827 - octobre 1867)[3]
- Johannes van Genk † (25 avril 1868 - 10 mars 1874 décédé)
- Henricus van Beek † (19 juin 1874 - 15 octobre 1884 décédé)
- Petrus Leyten † (9 juin 1885 - 17 mai 1914 décédé)
- Pieter Adriaan Willem Hopmans † (8 septembre 1914 - 18 février 1951 décédé)
- Joseph Wilhelmus Maria Baeten † (18 février 1951 - 8 septembre 1961)
- Gerardus Henricus de Vet † (22 mars 1962 - 27 mars 1967 décédé)
- Hubertus Cornelis Antonius Ernst † (3 novembre 1967 - 6 mai 1992 retraite)
- Martinus Petrus Maria Muskens † (23 juillet 1994 - 31 octobre 2007)
- Johannes Harmannes Jozefus van den Hende (31 octobre 2007 - 10 mai 2011 nommé évêque de Rotterdam)
- Johannes Wilhelmus Maria Liesen, depuis le 26 novembre 2011

## Situation actuelle
Le diocèse comprenait 80 % de baptisés catholiques en 1950 pour une population totale de 435 000. La population a doublé en 1990, mais ne comprend plus que 54,2 % de catholiques. En 2006, les catholiques ne représentent plus que 43,6 % de la population.
Le nombre de prêtres diocésains et religieux est passé de 815 en 1970 à 260 en 2006. C'est un véritable effondrement des vocations qui frappe le diocèse qui n'a eu aucune ordination pendant quinze ans de 1970 à 1995. Pendant la période de 1970 à 2006, les religieuses passent de 3 000 à 968 et les religieux de 473 à 299 (ils étaient 1 632 en 1959). Les diacres permanents, institués en 1980, sont au nombre de 28.
En 2005, le diocèse est partagé en trois doyennés regroupant 99 paroisses. En 2010, il est créé des regroupements de paroisses qui s'élèvent au nombre de 21. La pratique régulière s'effondre à 1 % de la population totale en 2006, représentant 13 600 fidèles, tandis que l'athéisme et l'islam connaissent un véritable essor.